# 사인스 데 바란다역
사인스 데 바란다 역(스페인어: Sainz de Baranda)은 마드리드 지하철의 환승역으로, 6호선과 9호선이 지난다. 마드리드 레티로 구의 독토르 에스케르도 거리와 알칼데 사인스 데 바란다 거리가 만나는 교차로 지하에 위치해 있다. 역명은 거리 이름에서 따왔으며 마드리드 초대 시장인 페드로 사인스 데 바란다에서 유래하였다. 요금구역 상으로는 A구역에 속한다.

## 역사
1979년 10월 10일 10호선의 파시피코-콰트로 카미노스 구간 개통과 함께 문을 열었다. 1980년 1월 31일에는 9호선 첫 구간 (파요네스-사인스 데 바란다)이 개통됨에 따라 9호선 승강장도 영업을 개시하였다. 9호선 쪽은 한동안 시종착역으로 남아 있다가 1986년 2월 24일 아베니다 데 아메리카 역까지 연장되면서 일반역이 되었다.

## 환승 정보
역 주변에 시내버스 정류장이 네 곳 있다.
버스
- 시내버스
  - 2, 15, 30, 56, 143, 156, 215번 노선 (주간)
  - N8번 노선 (야간)

지하철
| 마드리드 지하철       | 마드리드 지하철       | 마드리드 지하철             |
| --------------------- | --------------------- | --------------------------- |
| 콘데 데 카살 순환선   | 마드리드 지하철 6호선 | 오도넬 순환선               |
| 이비사 파코 데 루시아 | 마드리드 지하철 9호선 | 에스트레야 아르간다 델 레이 |